# Amfetaminil
Amfetaminil – organiczny związek chemiczny, substancja psychoaktywna o działaniu stymulującym, pochodna amfetaminy. W latach 70. XX wieku badano przydatność amfetaminilu w leczeniu otyłości, ADHD i narkolepsji. Substancja ta ostatecznie została wycofana ze spisu leków ze względu na duży potencjał nadużywania.

## Stereoizomery
Amfetaminil zawiera dwa centra stereogeniczne, dlatego też istnieją jego cztery stereoizomery:
- (R)-2-[(R)-1-fenylopropan-2-yloamino]-2-fenyloacetonitryl (nr CAS: 478392-08-4)
- (S)-2-[(S)-1-fenylopropan-2-yloamino]-2-fenyloacetonitryl (nr CAS: 478392-12-0)
- (R)-2-[(S)-1-fenylopropan-2-yloamino]-2-fenyloacetonitryl (nr CAS: 478392-10-4)
- (S)-2-[(R)-1-fenylopropan-2-yloamino]-2-fenyloacetonitryl (nr CAS: 478392-14-2)